# Tamopsis nanutarrae
Tamopsis nanutarrae is een spinnensoort in de taxonomische indeling van de Hersiliidae.
Het dier behoort tot het geslacht Tamopsis. De wetenschappelijke naam van de soort werd voor het eerst geldig gepubliceerd in 1989 door Martin Baehr & Barbara Baehr.